# Тхіхатхура II
Тхіхатхура II (*бірм. ဒုတိယ သီဟသူရ; 1474 — 4 березня 1501) — 13-й володар царства Ава у 1485—1501 роках.

## Життєпис
Походив з династії Паган-Пінья. Старший син Мінхаунг, ейншейміна (спадкоємця), та Атули Тхірі. Народився у лютому 1474 року. 1480 року після сходження його батька на трон отримав титул ейншейміна з додатковим титулом маха. 1485 року стає співолодарем свого батька, пройшовши відповідну церемонію, отримавши відповідні царські регалії. З огляду на малий вік мешкав разом з батьком у палаці, лише номінально обіймаючи трон.
Про його роль у державних справах обмаль відомостей. Тхіхатхура II помер у березні 1501 року, а через місяць помер Мінхаунг II. Тому трон перейшов до іншого сина останнього — Нарапаті II.